# Le Mesnil-Théribus
Le Mesnil-Théribus är en kommun i departementet Oise i regionen Hauts-de-France i norra Frankrike. Kommunen ligger i kantonen Auneuil som tillhör arrondissementet Beauvais. År 2022 hade Le Mesnil-Théribus 776 invånare.

## Befolkningsutveckling
Antalet invånare i kommunen Le Mesnil-Théribus
| Referens: INSEE |